# Cécile Prunier
Pour les articles homonymes, voir Prunier (homonymie).
Cécile Prunier est une nageuse française née le 28 août 1969 à Paris, spécialisée en nage libre.
Elle est membre de l'équipe de France aux Jeux olympiques d'été de 1988, prenant part au 200 mètres nage libre (8e), au 400 mètres nage libre (16e) et au 800 mètres nage libre (éliminée en séries).
Elle a été championne de France de natation sur 200 mètres nage libre à six reprises (été 1986, été 1987, été 1989, été 1990, hiver 1991), sur 400 mètres nage libre à dix reprises (été 1985, été 1986, été 1987, hiver et été 1988, hiver et été 1989, hiver et été 1990, hiver 1991), et sur 800 mètres nage libre à l'été 1988.